# 2-アミノベンゼンスルホン酸-2,3-ジオキシゲナーゼ
2-アミノベンゼンスルホン酸-2,3-ジオキシゲナーゼ（2-aminobenzenesulfonate 2,3-dioxygenase）は、次の化学反応を触媒する酸化還元酵素である。
2-アミノベンゼンスルホン酸 + NADH + H+ + O2 {\displaystyle \rightleftharpoons } 2,3-ジヒドロキシベンゼンスルホン酸 + NH3 + NAD+
反応式の通り、この酵素の基質は2-アミノベンゼンスルホン酸とNADHとH+とO2、生成物は2,3-ジヒドロキシベンゼンスルホン酸とNH3とNAD+である。
組織名は2-aminobenzenesulfonate,NADH:oxygen oxidoreductase (2,3-hydroxylating, ammonia-forming)で、別名に2-aminosulfobenzene 2,3-dioxygenaseがある。